# Parvioris inflexa
Parvioris inflexa is een slakkensoort uit de familie van de Eulimidae. De wetenschappelijke naam van de soort is voor het eerst geldig gepubliceerd in 1867 door Pease.